# LGA 4189
Le LGA 4189 est un socket utilisé par les microprocesseurs Intel pour serveurs informatiques Cooper Lake,, et Ice Lake-SP,,.
Deux versions incompatibles existent : le Socket P5 pour la plate-forme Cedar Island et Cooper Lake, et le Socket P4 pour la plate-forme Whitley et Ice Lake-SP.